# Arno Scherzberg
Arno Herbert Ralf Scherzberg (* 27. Dezember 1956) ist ein deutscher Rechtswissenschaftler und Hochschullehrer.

## Leben
Scherzberg besuchte von 1961 bis 1975 Volksschule und Gymnasium in Hannover; am 6. Mai 1975 machte er sein Abitur. Im Anschluss daran studierte er von 1975 bis 1977 an der Universität Tübingen und von 1977 bis 1980 an der Universität Münster Rechtswissenschaften. Seine Staatsexamina legte er am 27. April 1981 beziehungsweise dem 31. August 1984 ab. Von 1985 bis 1996 war Scherzberg als Wissenschaftlicher Assistent am Kommunalwissenschaftlichen Institut der Universität Münster bei Hans-Uwe Erichsen tätig. Am 27. Juni 1989 promovierte er an der Universität Münster mit dem Thema „Grundrechtsschutz und Eingriffsintensität“ zum Dr. jur. Am 28. April 1998 erfolgte ebenfalls an der Universität Münster seine Habilitation für Öffentliches Recht, Europarecht und Verwaltungslehre mit dem Thema „Die Öffentlichkeit der Verwaltung“. Es folgten Lehrstuhlvertretung an der Universität Bremen im Wintersemester 1998/99 und der Universität Erfurt im Sommersemester 2000. 
Seit November 2000 ist Scherzberg Lehrstuhlinhaber für Öffentliches Recht und Verwaltungswissenschaft an der Universität Erfurt. Von 2000 bis 2003 war er Prodekan, anschließend bis 2006 Dekan der Staatswissenschaftlichen Fakultät der Universität Erfurt. Seit 2006 leitet er die interdisziplinäre Forschungsgruppe „Offenes Europa“.
2010 erhielt er den Preis für Recht und Gesellschaft der Christa-Hoffmann-Riem-Stiftung, insbesondere für seine Verdienste um die rechtswissenschaftliche Grundlagenforschung. 2009 erhielt er den Preis für gute Lehre, 2018 und 2019 einen 2. Preis für gute Lehre an der Staatswissenschaftlichen Fakultät der Universität Erfurt.
Scherzberg trat zum Sommersemester 2019 vorzeitig in den Ruhestand. Im September 2019 gehörte er zu den etwa 100 Staatsrechtslehrern, die sich mit dem offenen Aufruf zum Wahlrecht Verkleinert den Bundestag! an den Deutschen Bundestag wandten.